# Nathaniel Clements
Nathaniel Clements (* 1705; † 26. Mai 1777) war ein irischer Politiker und Geschäftsmann.

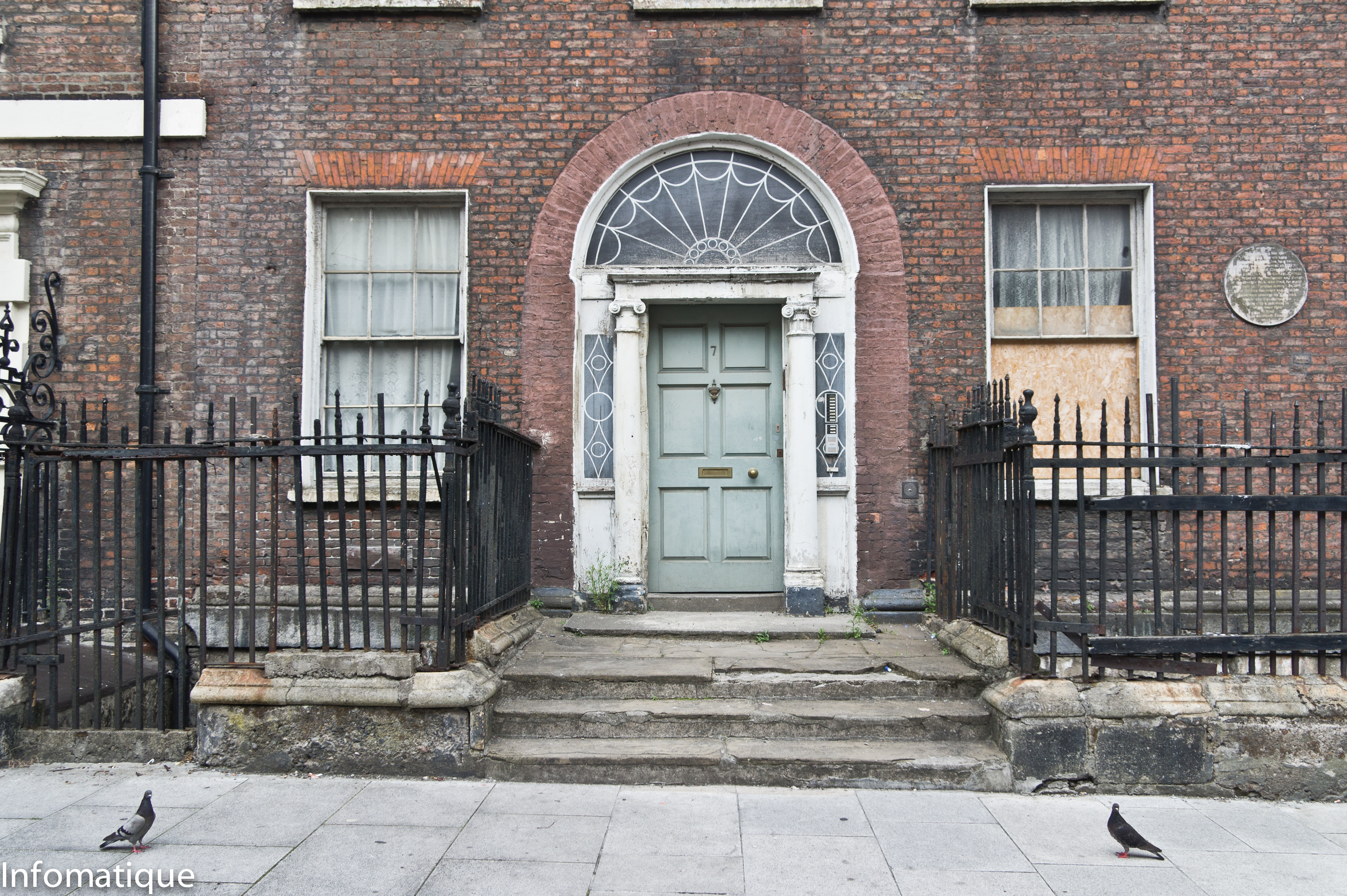
7 Henrietta Street, selbst gestaltetes Wohnhaus von Nathaniel Clements

## Leben
Er war der dritte von vier Söhnen des Robert Clements (1664–1722), Gutsherr von Rathkenny im County Cavan, aus dessen Ehe mit Elizabeth Sandford.
Er wurde in seiner Karriere durch Luke Gardiner (um 1690–1755), einen reichen Landbesitzer, Politiker und Bankier, gefördert. 
Clements war ab 1728 als Teller of the Exchequer und anschließend ab 1755 als Deputy Vice-Treasurer und Deputy Paymaster General of Ireland beim irischen Schatzamt beschäftigt. De facto kann er als Finanzminister für die Jahre 1740 bis 1777 angesehen werden. Er gelangte durch diese Tätigkeit zu großem Reichtum und erwarb im Laufe seines Lebens große Ländereien in den Counties Cavan, Donegal und Leitrim. 1761 wurde er Mitglied des irischen Privy Council.
1727 wurde er als Abgeordneter für Duleek erstmals ins irische House of Commons gewählt und hatte dieses Mandat bis 1761 inne. Von 1761 bis 1768 war er Abgeordneter für Cavan, von 1768 bis 1769 für Roscommon, von 1768 bis 1776 für das County Leitrim und von 1776 bis 1777 für Carrick.
Als Architekt (ohne eine solche Ausbildung) betätigte er sich, als er in den 1730er Jahren das Gebäude 7 Henrietta Street in Dublin konzipierte und gemeinsam mit Gardiner errichtete. Gemeinsam mit Richard Castle gestaltete er diverse Straßenzüge in Dublin. Er ab 1751 Ranger des Phoenix Park in Dublin und erbaute dort die Phoenix Lodge (oder Viceregal Lodge), die heute Áras an Uachtaráin, den Sitz des irischen Staatspräsidenten, ist.
Im Januar 1729 heiratete er Hannah Gore († 1781). Mit ihr hatte er sechs Kinder:
- Robert Clements, 1. Earl of Leitrim (1732–1804);
- Henry Theophilus Clements (1734–1795), M.P., Lieutenant-Colonel der British Army;
- Elizabeth Clements ⚭ 1750 Francis Burton, 2. Baron Conyngham;
- Hannah Clements ⚭ 1752 George Leslie-Montgomery, M.P.;
- Catherine Clements ⚭ Eyre Massey, 1. Baron Clarina, General der British Army;
- Alicia Clements ⚭ 1773 Ralph Gore, 1. Earl of Ross.

Zu Lebzeiten war Clements einer der reichsten Personen in Irland. Er verzichtete auf den Erwerb eines Adelstitels. Er stiftete für die Wohlfahrt und investierte in die Errichtung von Krankenhäusern.